# Список персонажів Grand Theft Auto: San Andreas
У даній статті наведена інформація про персонажів гри «Grand Theft Auto: San Andreas». Всі герої та події, описувані в грі, є вигаданими.

## Головний герой
Озвучив: Young Maylay

CJ

Протагоністом цієї гри є 25-річний афроамериканець Карл Джонсон, друзі називають його «Сі-Джей». Він разом із своїм братом є лідерами вуличної банди "Гроув стріт фемеліс" в Лос-Сантосі. Він народився в Лос-Сантосі, штат Сан-Андреас в 1968 році. Його мама Беверлі Джонсон, батька Карл ніколи не бачив. Має старшого брата Шона на прізвисько «Світ», сестру Кендл та молодшого брата Браяна, який на момент початку гри вже помер.
До 1987 року Карл був членом банди "Гроув стріт фемеліс", поки його молодший брат Брайан не загинув. У грі не повідомляється як це сталося, але Світ вважав винним в його смерті Карла. Після цього Карл покинув Лос-Сантос, та перебрався до Ліберті-Сіті, де разом із Джої Леоне п'ять років займався крадіжками автомобілів. 1992 року він повертається на похорон матері, вбитої під час замаху, і виявляє, що справи у банди "Гроув стріт" йдуть не найкращим чином. Карл остається в місті, щоб допомогти банді в цій скруті.
На відміну від протагоністів попередніх ігор Карл значно менше схильний до насильства. За необхідності він може бути жорстоким убивцею — так Карл холоднокровно добив смертельно пораненого Пуласкі, чи закатав у бетон бригадира на будівництві за образу робітниками Кендл. Та він не вважає вбивство засобом вирішення всіх справ, і дуже шкодує, що йому доводиться вбити Райдера та Біг Смоука. Карл шанує вуличний кодекс (що згадується в місії "555 We Tip") і готовий відстоювати інтереси банди "Гроув стріт", але не вважає банду основним сенсом життя, як це робить Світ. Поза криміналом Карл простий і в чомусь навіть наївний — він не може протистояти Каталіні з її сильним характером. Вона легко нав'язує йому своє "кохання", маніпулює і зрештою кидає з власної примхи.

## Основні персонажі

### Шон «Світ» Джонсон
Перша поява: "Introduction"

Остання поява: "End of the Line"

Озвучив: Faizon Love
Шон Джонсон, якого друзі називають «Світ», є братом головного героя та є разом із ним лідерами вуличної банди "Гроув стріт фемеліс" в Лос-Сантосі. Він народився в Лос-Сантосі, штат Сан-Андреас в 1966 році. Він завжди вірний своїй банді, і на відміну від інших персонажів вважає її сенсом життя.
До подій гри його брат Браян був вбитий і він звинуватив у цьому свого іншого брата Карла, змузивши його втекти в Ліберті-Сіті. Під час відсутності Карла, Світ відмовляє іншому члену банди Біг Смоуку дозволити поширювати наркотики в своєму районі, через що Біг Смоук і Райдер зраджують його. Світ навіть і не здогадується, що вони його зрадили. Пізніше під час нападу ворожої банди "Баллас" його матір вбили. Він дзвонить Карлу щоб повідомити про це. Карл повертається на похорон матері у Лос-Сантос і бачить, що їх банда перебуває у занепаді. Карл починає допомагати Світу відновлювати могутність банди і протягом цього стосунки братів знов стають нормальними. Пізніше банда "Баллас" заманила Світа у засідку. Він було важко поранений а потім заарештований. Його засудили до довічного ув'язнення.
Через деякий час його брат Карл починає працювати на урядового агента Майка Торена в обмін на безпеку Світа у в'язниці і подальше його звільнення. Врешті Світа відпускають за наказом Майка Торено. Карл за час перебування Світа у в'язниці встиг стати успішною людиною. Карл зустрічає Світа, коли його випускають із в'язниці. Карл пропонує Світу їхати до них у маєток, але Світ відмовляється і починає знов займатися справами банди "Гроув стріт". Він разом із Карлом повертають втрачені території, проганяють з них наркоторговців і знов відновлюють могутність банди.

### Кендл Джонсон
Перша поява: "Introduction"

Остання поява: "End of the Line"

Озвучила: Yo-Yo
Кендл Джонсон є сестрою лідерів банди "Гроув стріт фемеліс" Карла і Шона Джонсонів, а також померлого Браяна Джонсона. Вона має хлопця-латиноамериканця з банди "Варріо Лос Ацтекас" на ім'я Цезар Віальпандо. Кендл має великий підприємницький талант та лідерські якості. На відміну від братів, для яких кримінальна діяльність є необхідною для виживання, вона могла би себе гарно реалізувати у законній діяльності, особливо у бізнесі.
Після арешту її брата Світа і падіння банди "Гроув стріт" вона разом із своїм хлопцем втікає із Лос-Сантоса в сільку місцевість, а через деякий час їде в Сан-Фієрро, де бере на себе керування гаражем Карла. Пізніше вона допомагає Вузі і Карлу керувати казино "Чотири дракони" в Лас-Вентурасі. В кінці гри, коли вона повертається до Лос-Сантоса і там Цезар робить їй пропозицію руки і серця.

### Цезар Віальпандо
Перша поява: "Cesar Vialpando"

Остання поява: "End of the Line"

Озвучив: Clifton Collins Jr.
Цезар Віальпандо є лідером мексиканської банди "Варріо Лос Ацтекас" в Лос-Сантосі та хлопцем Кендл Джонсон. Він також є кращим другом головного героя Карла Джонсона. Цезар займається викраденням машин та незаконними вуличними перегонами. Він живе в районі Ель-Корона в Лос-Сантосі. Все його тіло вкрите татуюваннями.
На початку гри Світ категорично проти того, аби Кендл зустрічалась із Цезарем. Тому коли Кендл вчергове йде до Цезаря, Світ просить Карла прослідкувати за ними. Карл вирушає на змагання лоурайдерів і перемагає у ньому. Одразу після цього Карл бачить, що Цезар обіймає Кендл, і відштовхує Цезаря. Вони розмовляють, після чого Цезар пропонує Карлу свою дружбу і той погоджується. Пізніше Цезар показує Карлу, що друзі Карла Біг Смоук і Райдер зрадили його. Цезарю і Кендл згодом доводиться втекти із Лос-Сантоса в сільську місцевість. Цезар починає добувати інформацію про злочинне угруповування, яке поширює наркотики в Сан-Андреасі спільно із Біг Смоуком і Райдером. Він дає Карлу контакти своєї двоюрідної сестри Каталіни, з якою Карл здійснює серію пограбувань.
Після переїзду в Сан-Фієрро він допомагає Карлу і Кендл розвивати бізнес пов'язаний із гаражем використовуючи свої вміння автомеханіка та водія. Паралельно він допомагає Карлу завдати удару по злочинному угруповуванню, з яким працюють Біг Смоук і Райдер. Після повернення в Лос-Сантос він робить пропозицію руки і серця Кендл.

### Ву Зі Му «Вузі»
Перша поява: "Wu Zi Mu"

Остання поява: "Breaking the Bank at Caligula's" або "A Home in the Hills"

Озвучив: James Yaegashi
Ву Зі Му, якого друзі називають «Вузі», є лідером китайської банди "Маунтін клауд бойс" в Сан-Фієрро та співвласником казино "Чотири дракони" в Лас-Вентурасі. Він сліпий, але попри це дуже гарно водить машину і стріляє. Він легко обігрує Карла у відеогрі, хоча щодо інших видів розваг, видно що його підлеглі, з якими він грає, йому піддаються. Вузі є дуже спокійним і, за мірками злочинного світу, благородним. Його рідко можна побачити злим і він не зіпсований владою.
Вузі знайомиться із Карлом під час нелегальних перегонів у сільській місцевості і дає йому свою візитку, кажучи що той може подзвонити якщо колись опиниться в Сан-Фієрро. Пізніше в Сан-Фієрро Вузі надає Карлу інформацію про наркосиндикат Локо, в якому працюють Біг Смоук і Райдер, і допомагає його ліквідувати, в обмін на те, що Карл допомагає йому розібратися із ворожою в'єтнамською бандою "Да Нанг Бойс". Пізніше Вузі запрошує Карла до свого нового казино "Чотири дракони" в Лас-Вентурасі. Карл допомагає Вузі розібратися із італійською мафією, яка заважає Вузі вести бізнес. За це Вузі робить Карла співвласником казино, разом із своїм керівником у банді "Маунтін клауд бойс" Ран Фа Лі. Також Вузі бере участь у підготовці і здійсненні пограбування конкуруючого казино "Чотири дракони" та допомагає повернути реперу Медд Догу його маєток.
У іграх Grand Theft Auto: Liberty City Stories та Grand Theft Auto IV можна почути, що казино "Чотири дракони" має шалений успіх, хоча подальша доля самого Вузі невідома.

### Френк Тенпенні
Перша поява: "Introduction"

Вбитий в: "End of the Line"

Озвучив: Семюел Лірой Джексон
Офіцер Френк Тенпенні є головним антагоністом гри. Він є афроамериканцем, який працює в Відділі боротьби із організованою злочинністю Департаменту поліції Лос-Сантоса. Він разом із офіцером Пуласкі займається злочинною діяльністю і вбиває всіх, хто намагається його викрити, але попри це щиро вважає, що допомагає суспільству позбавлятися злочинців. Його стратегія полягає в тому, що він змушує банди воювати між собою та вбивати один одного.
До початку гри він переконує Біг Смоука зрадити Світа та працювати на наркосиндикат Локо, який займається поширенням наркотиків в Сан-Андреасі. Прямо перед тим, як Карл повертається в Лос-Сантос, Тенпенні наказує новачку Джиммі Хернандесу вбити офіцера Ральфа Пендлберрі, який збирався викрити злочини Тенпенні. Коли Карл повертається, Тенпенні ловить його та каже, що тепер Карл працює на нього, інакше він повісить на Карла вбивство Пендлберрі. Карл починає працювати на Тенпенні і виконувати для нього вбивства та іншу брудну роботу. Під час арешту Світа, Тенпенні викрадає Карла та відвозить його в Енджел-Пайн щоб Карл міг продовжувати працювати на нього. Тенпенні наказує Карлу вбити свідка, який переховується неподалік і якого охороняє ФБР, щоб він не зміг дати свідчення проти Тенпенні в суді. Пізніше, коли Карл знаходиться в Сан-Фієрро, Тенпенні наказує йому підставити окружного прокурора з тих самих причин.
Значно пізніше, коли Карл знаходиться у Лас-Вентурасі, Тенпенні наказує йому вбити агента ФБР і забрати у нього досьє на Тенпенні. Після цього Тенпенні викликає Карла до себе у пустелю, щоб Карл передав йому досьє. Коли Карл приїжджає і віддає досьє, колега Тенпенні офіцер Пуласкі змушує Карла копати могилу собі і офіцеру Хернандесу, але Карлу вдається втекти і вбити Пуласкі.
Через деякий час Карл із своїми друзями дивиться новини у маєтку Медд Дога. Відбувся суд над Тенпенні, але через недостатню кількість доказів його виправдали, що спричинило бунт у Лос-Сантосі. Пізніше Карл знаходить Біг Смоука і вбиває його, після чого раптом з'являється Тенпенні. Він збирається застрелити Карла, але той за допомогою хитрощів уникає цього. Тенпенні починає втікати на пожежній машини, а Карл із Світом його переслідують. Врешті Тенпенні не справляється з керуванням і вилітає з моста. Невдовзі Тенпенні помирає від отриманих травм.

### Мелвін «Біг Смоук» Харріс
Перша поява: "Introduction"

Вбитий в: "End of the Line"

Озвучив: Clifton Powell
Мелвін Харріс, якого друзі називають «Біг Смоук», стає другим найголовнішим антагоністом гри після того, як Карл дізнається про його зраду і про те, що він займається поширенням наркотиків. Має зайву вагу.
Перед початком гри Біг Смоук вмовляє Райдера працювати на наркосиндикат Локо разом з ним. Пізніше він із Райдером намагаються вмовити Світа дозволити поширювати наркотики в їхньому районі, але Світ категорично відмовляється. Тому Біг Смоук разом із Райдером починають це робити без відома Світа. Коли Карл повертається до Лос-Сантоса, Карл не знає про зраду Біг Смоука і Райдера, тому досі вважає їх своїми друзями. Хоча було декілька непрямих фактів, які вказували на зраду Біг Смоука, зокрема те, що він переїхав у новий будинок на території ворожої банди. Врешті завдяки Цезарю Карл дізнається про зраду Біг Смоука і Райдера. Карл бачить Біг Смоука та Райдера поруч із зеленою машиною "Сейбр", із якої було вбито матір Карла, що вказує на їх причетність до вбивства. Цезар із Карлом починають збирати інформацію про синдикат Локо і вбивати його лідерів.
Під час відсутності Карла у Лос-Сантосі Біг Смоук стає одним із ключових осіб наркосиндикату Локо, а також менеджером Оу-Джі Лоука. Банди "Баллас" та "Лос-Сантос Вагос" захоплюють все місто, а Біг Смоук починає жити у так званому "Палаці креку" вглибині території Балласів, який охороняють члени банд "Баллас", "Лос-Сантос Вагос" та "Сан-Фієрро Ріфа". Біг Смоук також відкриває дитячий притулок щоб створити собі позитивний імідж у суспільстві.
Пізніше Карл повертається в Лос-Сантос, знаходить Біг Смоука і вбиває його. Перед смертю Карл питає його що змусило його зрадити банду "Гроув стріт". Біг Смоук відповів, що побачив можливість стати багатим та впливовим.

### Ленс «Райдер» Вілсон
Перша поява: "Sweet & Kendl"

Вбитий в: "Pier 69"

Озвучив: MC Eiht
Ленс Вілсон, якого друзі називають «Райдер», разом із Біг Смоуком стає антагоністом гри після того, як Карл дізнається про їх зраду.
Перед початком гри Біг Смоук вмовив його працювати на наркосиндикат Локо разом з ним. Також він таємно співпрацює з бандою "Баллас", яка є заклятим ворогом банди "Гроув стріт". Після повернення Карла, який ще не знає про зраду Райдера, Карл допомагає Райдеру діставати зброю для банди "Гроув стріт" за допомогою пограбувань. Пізніше Карл завдяки Цезарю дізнається про зраду Райдера та Біг Смоука. Карл бачить Райдера та Біг Смоука поруч із зеленою машиною "Сейбр", із якої було вбито матір Карла, що вказує на їх причетність до вбивства.
Після того, як Світа посадили у в'язницю, а Карл покинув місто, Райдер перестав приховувати свою співпрацю з бандою "Баллас" та наркосиндикатом Локо. Він допомагає Біг Смоуку підтримувати наркобізнес в Сан-Фієрро, про що Карл із Цезарем дізнаються побачивши його на зустрічі керівництва наркосиндикату в містечку Енджел-Пайн.
Через деякий час Карл разом із людьми Вузі нападають на зустріч наркосиндикату Локо з бандою "Баллас" на Пірсі 69 в Сан-Фієрро, де Карл вбиває багатьох його членів. Райдер починає втікати від Карла на моторному човні, але Карл його наздоганяє і вбиває.

### Майк Торено
Перша поява: "Photo Opportunity"

Остання поява: "Home Coming"

Озвучив: Джеймс Вудс
Майк Торено є агентом одного з урядових агенств. Він працював під прикриттям в синдикаті Локо.
Карл втирається в довіру до лідерів синдикату Локо і вбиває їх. Він також думає, що вбив Торено збивши гелікоптер, в якому він нібито знаходився. Але через деякий час Торено дзвонить Карлу і зміненим голосом просить приїхати до нього. Пізніше Торено зізнається Карлу, що є урядовим агентом, і пропонує йому працювати на нього в обмін на безпеку Світа у в'язниці і подальше його звільнення. Карл погоджується. Торено просить Карла купити покинутий аеродром в Вердант Мідоуз і почати вчитися керувати літаками, гелікоптерами та стрибати з парашутом. Коли Карл завершує навчання, Торено дає йому завдання, пов'язані із керуванням літальними апаратами або стрибками із парашутом. Останнім завданням, яке він дає Карлу стає викрадення винищувача із авіаносця та знищення ним ворожих катерів. Після цього Торено стримує свою обіцянку та наказує звільнити Світа.

## Другорядні персонажі

### Правда
Перша поява: "Body Harvest"

Остання поява: "End of the Line"

Озвучив: Пітер Фонда
Чоловік якого називають "Правда" і справжнє ім'я якого невідоме, є старим хіпі і колишнім власником марихуанової ферми.
Він дзвонить Карлу, коли той перебуває в сільській місцевості і просить його приїхати в готель в Енджел-Пайн.

### Зеро
Перша поява: "Wear Flowers in Your Hair"

Остання поява: "Breaking the Bank at Caligula's"

Озвучив: David Cross
Хлопець якого називають "Зеро" і справжнє ім'я якого невідоме є комп'ютерним генієм, який працює в магазині радіокерованих іграшок в Сан-Фієрро. Цей магазин викупив Карл Джонсон. Зеро має заклятого ворога Берклі, який намагається помститися за програш на науковій виставці.
Після того, як Карл викупив магазин радіокерованих іграшок, він почав допомагати Зеро знищувати бізнес Берклі, а потім допомагав йому у змаганні. Зеро виграв це змагання і Берклі був змушений покинути місто. Зеро допомагає Карлу із гаражем, а пізніше бере участь у пограбуванні казино "Калігула".

### Едді Пуласкі
Перша поява: "Introduction"

Вбитий в: "High Noon"

Озвучив: Кріс Пенн
Офіцер Едді Пуласкі працює разом із Френком Тенпенні в Відділі боротьби із організованою злочинністю Департаменту поліції Лос-Сантоса та є його підлеглим. Він є одним із головних антагоністів гри.
Він разом із офіцером Тенпенні займається злочинною діяльністю і допомагає йому вбивати всіх, хто намагається викрити їх злочини. Коли Карл повертається в Лос-Сантос, він разом із Тенпенні зупинять таксі, в якому їхав Карл, наказують йому вийти, повідомляють що тепер він працюватиме на них, після чого викидають Карла з машини на території ворожої банди.
Значно пізніше, коли Карл знаходиться у Лас-Вентурасі, Тенпенні наказує йому вбити агента ФБР і забрати у нього досьє на Тенпенні. Після цього Тенпенні викликає Карла до себе у пустелю, щоб Карл передав йому досьє. Коли Карл приїжджає і віддає досьє, Пуласкі змушує Карла копати могилу собі і офіцеру Хернандесу. Офіцер Хернандес, який лежить поруч, і про якого Пуласкі думає що той вже мертвий, несподівано підводиться і намагається забрати в Пуласкі пістолет, але Пуласкі вчасно реагує і вбиває Хернандеса з пістолета. Пуласкі починає втікати на машині. Карл починає його переслідувати і згодом вбиває.

### Медд Дог
Перша поява: "Madd Dogg"

Остання поява: "End of the Line"

Озвучив: Ice-T
Медд Дог, справжнє ім'я якого невідоме, є дуже популярним реп-виконавцем в Сан-Андреас.
Коли Карл повертається в Лос-Сантос, Медд Дог перебуває на піку своєї кар'єри. Але його кар'єра різко починає котитися вниз коли Карл починає допомагати Оу-Джі Лоуку стати репером. Карл вбиває менеджера Медд Дога Алана Кроуфорда, який заважає Оу-Джі Лоуку, та викрадає в Медд Дога книгу рим, якою після цього користується Оу-Джі Лоук. Медд Дог впадає в депресію.
Через значний проміжок часу Карл випадково бачить Медд Дога на даху казино "Роял" в Лас-Вентурасі. Медд Дог збирається покінчити життя самогубством через те, що його кар'єра зруйнована. Карл рятує його та пропонує себе як нового менеджера. Через деякий час, коли Медд Дог одужує, він приходить до Карла. Він спочатку не хоче зізнаватися, але потім все ж таки каже, що він продав свій маєток наркоторговцю із банди "Лос-Сантос Вагос" на ім'я Біг Поппа. Карл разом із людьми Вузі відвойовують маєток і повертають його Медд Догу. Медд Дог призначає Карла своїм менеджером. Карл запрошує Кента Пола і Кена Розенберга працювати на Медд Дога в ролі звукорежисера та бухгалтера відповідно. Карл допомагає Медд Догу позбавитись Оу-Джі Лоука. Медд Дог забирає в Оу-Джі Лоука свою книгу рим. Пізніше Медд Дог прийшов у будинок Карла і заявив всім присутнім що отримав Золотий диск і збирається в світове турне.
В грі Grand Theft Auto: Liberty City Stories можна побачити бігборд із рекламою альбому Медд Дога "Still Madd", що означає що він досі популярний через шість років.

### Джеффрі «Оу-Джі Лоук» Кросс
Перша поява: "OG Loc"

Остання поява: "Cut Throat Business"

Озвучив: Jonathan Anderson
Джеффрі Кросс, який вимагає від всіх оточуючих щоб його називали "Оу-Джі Лоук", вважає себе членом банди "Гроув стріт фемеліс", хоча інші члени банди дивляться на нього звисока. Він хоче стати знаменитим репером, хоча оточуючі не можуть витримати його реп довше декількох секунд.
На момент початку гри він сидить у в'язниці. Через деякий час його випускають. Біля поліцейського відділку на площі Першинг його зустрічають Карл, Біг Смоук і Райдер та пропонують відвезти його додому, але Оу-Джі Лоук каже що спершу хоче помститися співкамернику Фредді, за те що той "вкрав його рими". Вони їдуть до будинку Фредді в Іст Флорес і там Оу-Джі Лоук стукає в двері. Із подальшої суперечки стає зрозуміло, що Оу-Джі Лоук насправді хоче помститися Фредді за те, що він його ґвалтував у в'язниці.
Пізніше Оу-Джі Лоук за умовами дострокового звільнення починає працювати прибиральником в ресторані швидкого харчування "Бургер Шот" в районі Маріна. Карл навідується до нього і Оу-Джі Лоук просить Карла допомогти йому почати кар'єру репера. Спочатку він просить Карла вкрасти для нього стереосистему з вечірки, потім просить вкрасти книгу рим з маєтку знаменитого репера Медд Дога, і наостанок просить вбити менеджера Медд Дога, який перешкоджає його кар'єрі. Карл все це робить.
Пізніше, коли Карл та Медд Дог покидають Лос-Сантос, Біг Смоук стає менеджером Оу-Джі Лоука і завдяки своєму впливу робить його знаменитим. Значно пізніше Медд Дог та Карл, який тепер вже є новим менеджером Медд Дога, повертаються в Лос-Сантос, відбирають в Оу-Джі Лоука книгу рим та інші вкрадені в Медд Дога речі та виганяють його з шоу-бізнесу.

### Кен Розенберг
Перша поява: "Introduction", потім "Don Peyote"

Остання поява: "End of the Line"

Озвучив: Вільям Фіхтнер
Кен Розенберг працював адвокатом в Вайс-Сіті. Він працював на злочинну родину Фореллі, а потім на Томмі Версетті. Через деякий час через наркозалежність його звільнили із адвокатури і він поїхав лікуватись від наркозалежності в лікарню в містечку Форт-Карсон, округ Боун, Сан-Андреас. Після завершення лікування він зрозумів, що в нього немає роботи, тому треба знайти якусь роботу. Він намагається додзвонитися до Томмі Версетті, але той не відповідає. Тим часом три злочинні родини із Ліберті-Сіті, Леоне, Сіндако та Фореллі, вирішили відкрити в Лас-Вентурасі спільне казино "Калігула". Їм потрібна була нейтральна людина як керівник казино, щоб жодна родина не отримувала перевагу у керуванні казино. Вони запросили Кена Розенберга на посаду керівника казино.
Пізніше Карл приїжджає в Лас-Вентурас і допомагає Вузі. Через це у Кена Розенберга починаються проблеми. Кожна родина починає давити на нього. Через деякий час Карл забирає з пустелі Кента Пола і Меккера та відвозить їх до Кена Розенберга. В казино приїжджає дон Сальваторе Леоне і бере керування казино на себе. Згодом Кен Розенберг дзвонить Карлу і каже, що Сальваторе Леоне збирається його вбити і просить Карла врятувати його. Карл приїжджає до казино. Сальваторе Леоне дає йому доручення напасти на Бістро святого Марка і Ліберті-Сіті. Карл бере з собою Кена Розенберга, Кента Пола і Меккера. Він дає їм втекти, а дону Леоне пізніше каже, що вони померли. Після цього Кен Розенберг починає працювати бухгалтером в репера Медд Дога.

### Кент Пол
Перша поява: "Don Peyote"

Остання поява: "End of the Line"

Озвучив: Danny Dyer
Кент Пол є британським музичним продюсером. Спочатку він працював із рок-гуртом "Love Fist" в Вайс-Сіті. Пізніше він повернувся в Англію і почав працювати із іншим гуртом "The Gurning Chimps". Він привіз їх на концерт у Сан-Андреас, але після вечірки із випивкою, він разом із одним із членів гурту Меккером невідомо як опинився посеред пустелі в окрузі Боун. Карл забрав їх та відвіз в казино "Калігула". Інші члени гурту так і не були знайдені. Після того, як дон Сальваторе Леоне починає погрожувати йому, Кену Розенбергу і Меккеру, вони втікають, а Карл каже Сальваторе Леоне, що вони померли. Пізніше Кент Пол починає працювати звукорежисером в репера Медд Дога.

### Каталіна
Перша поява: "First Date"

Остання поява: "Farewell, My Love..."

Озвучила: Cynthia Farrell
Каталіна, прізвище якої невідоме, є психічно неврівноваженою двоюрідною сестрою Цезаря Віальпандо. Вона живе в невеличкій хатинці в малозаселеній частині округу Ред і заробляє на життя пограбуваннями.
Коли Карл опиняється в містечку Енджел-Пайн, йому дзвонить Цезар і пропонує попрацювати разом із його двоюрідною сестрою Каталіною. Карл приїжджає до неї і вони разом грабують автозаправну станцію, магазин алкогольних виробів, букмекерську контору та банк. Під час цього Каталіна починає думати, що любить Карла і нав'язує йому роман, але потім кидає його через необєрунтовані і вигадані нею підозри у зраді. Пізніше Каталіна знаходить собі нового хлопця на ім'я Клод, який є німим. Клод програє Карлу в автогонці свій гараж в Сан-Фієрро, після чого Клод разом із Каталіною переїжджають до Ліберті-Сіті, де вони займаються пограбуваннями. Після цього Каталіна регулярно дзвонить Карлу розповідаючи про свій успішний роман з Клодом намагаючись змусити Карла заздрити.

### Сальваторе Леоне
Перша поява: "Freefall"

Остання поява: "Breaking The Bank At Caligula's"

Озвучив: Френк Вінсент
Сальваторе Леоне є доном італійської мафіозної родини Леоне в Ліберті-Сіті, а також співвласником казино "Калігула" в Лас-Вентурасі. Через відкриття конкуруючого казино "Чотири Дракони" та напад на Джонні Сіндакко ситуація в Лас-Вентурасі стає неспокійною і Сальваторе Леоне приїжджає до міста щоб вирішити проблеми особисто. Він наймає Карла і з його допомогою усуває конкуруючі мафіозні родини Сіндакко та Фореллі. Сальваторе Леоне стає одноосібним власником казино "Калігула" та найвпливовішою людиною в місті. Пізніше Карл із допомогою Зеро, Вузі та людей Вузі грабує казино "Калігула", через що Сальваторе Леоне скаженіє від злості. Згодом він повертається в Ліберті-Сіті разом із дівчиною на ім'я Марія Латоре, яка пізніше стане його дружиною.

### Джиззі-Бі
Перша поява: "Photo Opportunity"

Вбитий в: "Ice Cold Killa"

Озвучив: Charlie Murphy
Джиззі-Бі, справжнє ім'я якого невідоме, є одним із керівників наркосиндикату Локо, найбільшим сутенером в Сан-Фієрро та власником клубу "Pleasure Domes".
Після того, як Карл дізнається що Джиззі є одним із керівників наркосиндикату Локо, Карл втирається до нього в довіру і починає на нього працювати щоб дізнатися всі секрети наркосиндикату. Згодом Карл його вбиває і забирає його мобільний телефон, у якому є повідомлення, в якому вказані час і місце проведення зустрічі наркосиндикату з бандою "Баллас".

## Інші персонажі
- Джимі Хернандес - офіцер в Відділі боротьби із організованою злочинністю Департаменту поліції Лос-Сантоса, в якому почав працювати незадовго до початку гри. Його новий керівник Френк Тенпенні змушує його вбити офіцера Ральфа Пендлберрі, який збирався викрити злочинну діяльність Тенпенні. Пізніше інший підлеглий Тенпенні офіцер Едді Пуласкі вбиває його через те, що той заявив про злочинну діяльність Тенпенні в відділ внутрішніх розслідувань.
- Ті-Боун Мендез - один із керівників наркосиндикату Локо. Також є лідером банди "Сен-Фієрро Ріфа". Виконує для наркосиндикату "мокру" роботу. Був вбитий Карлом Джонсоном на Пірсі 69 під час зустрічі з бандою "Баллас".
- Меккер - один із членів рок-гурту "The Gurning Chimps". Разом із Кентом Полом та іншими членами гурту приїжджає в турне до Лас-Вентураса.
- Беверлі Джонсон - матір Карла, Світа та Кендл. Вбита до подій гри членами банди "Баллас" за можливої співучасті Біг Смоука і Райдера. Саме через її смерть Карл повернувся до Лос-Сантоса.
- Марк «Бі-Дап» Вейн - колишній член банди "Гроув стріт фемеліс", який пізніше перейшов на сторону ворожої банди "Баллас".
- Беррі «Біг Бір» Торн - член банди "Гроув стріт фемеліс", який через свою наркозалежність протягом довгого часу змушений був працювати слугою в Бі-Дапа. Коли Карл повертається до Лос-Сантоса із Лас-Вентураса, він звільняє Біг Біра.
- Еммет - член банди "Севілл булевар фемеліс", який лояльно ставиться до банди "Гроув стріт фемеліс" і постачає їм зброю, хоча його зброя є застарілою.
- Клод - новий німий хлопець Каталіни. Після того, як він програв Карлу в автоперегонах свій гараж в Сан-Фієрро, він разом із Каталіною переїжджає до Ліберті-Сіті.
- Берклі - злісний ворог Зеро, який хоче помститися йому через програш на науковій виставці. Пізніше Зеро із допомогою Карла виганяє його із міста.
- Гуппі - член банди "Маунтін клауд бойс" та права рука Вузі. Бере участь в пограбуванні казино "Калігула" та відвоюванні маєтку Медд Дога.
- Джетро і Двейн - два автомеханіки. Колись працювали у човновій майстерні в Вайс-Сіті. Через деякий час після того, як Томмі Версетті купив човнову майстерню, вони переїхали в Сан-Фієрро, де Джетро почав працювати на автозаправній станції, а Двейн почав працювати продавцем хот-догів. Пізніше Карл Джонсон запросив їх працювати в своїй автомайстерні.
- Джонні Сіндакко - член італійської мафіозної родини Сіндакко та співвласник казино "Калігула" в Лас-Вентурасі. Коли він намагається нашкодити конкуруючому казино "Чотири дракони", його ловлять люди Вузі і прив'язують до лобового скла машини. Карл сідає в машину і починає їздити по місту з величезною швидкістю, чим до напівсмерті лякає Джонні Сіндакко. Після цього він потрапляє у лікарню. Пізніше люди Фореллі намагаються викрасти його з лікарні, але їм перешкоджає Карл Джонсон, який допомагає Кену Розенбергу не допустити війни між мафіозними родинами. Коли через деякий час Кен Розенберг разом із Карлом навідуються до Джонні, він помирає побачивши Карла із сильно злякавшись.
- Деніс Робінсон - дівчина Карла Джонсона, яку той врятував із палаючого будинку. Працює повією. Живе в Гентоні в кварталі від будинку Карла.
- Міллі Перкінс - дівчина Карла Джонсона. Працює круп'є в казино "Калігула". Допомогла Карлу пограбувати казино віддавши йому свою перепустку. Живе на півночі Лас-Вентураса.
- Хелена Ванкштайн - можлива дівчина Карла Джонсона. Живе на фермі в окрузі Флінт і працює фермеркою.
- Кетті Жан - можлива дівчина Карла Джонсона. Живе на півночі Сан-Фієрро і працює медсестрою.
- Мішель Каннс - можлива дівчина Карла Джонсона. Живе на півночі Сан-Фієрро і працює в автошколі.
- Барбара Штернварт - можлива дівчина Карла Джонсона. Живе в містечку Ель-Квебрадос на півночі штату і працює шерифом.